# Regulus (ptaki)
Regulus – rodzaj ptaków z rodziny mysikrólików (Regulidae).

## Zasięg występowania
Rodzaj obejmuje gatunki występujące w Azji, Europie, Ameryce Północnej i północno-zachodniej Afryce.  

## Morfologia
Długość ciała 8–11 cm; masa ciała 4–7,7 g. 

## Systematyka

### Etymologia
Regulus: epitet gatunkowy Motacilla regulus Linnaeus, 1758; łac. regulus „książę, królewiątko”, od rex, regis „król”; przyrostek zdrabniający -ulus, od regere „rządzić”. 

### Podział systematyczny
Do rodzaju należą następujące gatunki:
- Regulus satrapa M.H.C. Lichtenstein, 1823 – mysikrólik złotogłowy
- Regulus goodfellowi Ogilvie-Grant, 1906 – mysikrólik płomienny
- Regulus regulus (Linnaeus, 1758) – mysikrólik zwyczajny
- Regulus madeirensis Harcourt, 1851 – zniczek maderski
- Regulus ignicapilla (Temminck, 1820) – zniczek zwyczajny